# Hyblaeidae
Hyblaeidae är en familj av fjärilar. Hyblaeidae ingår i överfamiljen Hyblaeoidea, ordningen fjärilar, klassen egentliga insekter, fylumet leddjur och riket djur. Enligt Catalogue of Life omfattar familjen Hyblaeidae 52 arter. 
Hyblaeidae är enda familjen i överfamiljen Hyblaeoidea.
Kladogram enligt Catalogue of Life:
| Hyblaeidae | \| \| Erythrochrus \| \| \| \| \| \| Hyblaea \| \| \| \| |
|            | \| \| Erythrochrus \| \| \| \| \| \| Hyblaea \| \| \| \| |
|            | Erythrochrus                                             |
|            |                                                          |
|            | Hyblaea                                                  |
|            |                                                          |

## Bildgalleri

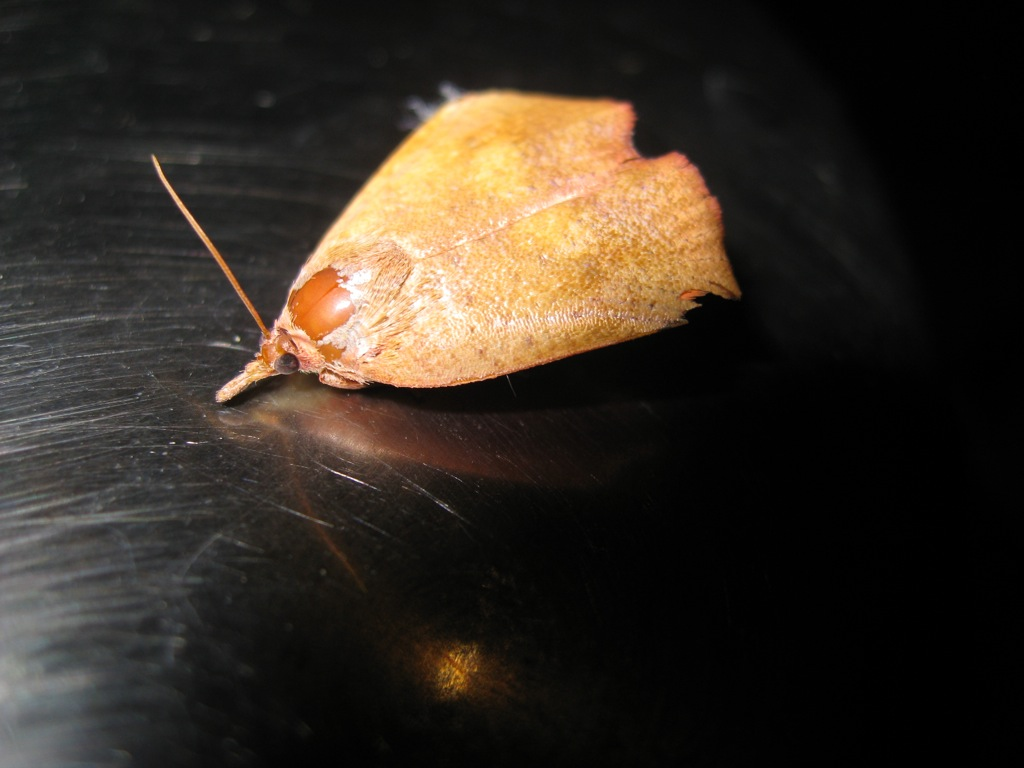
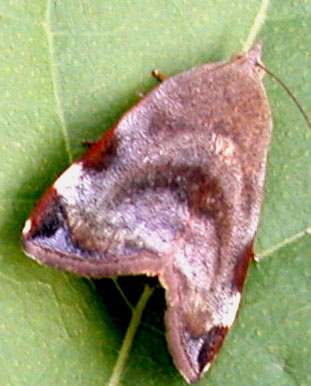
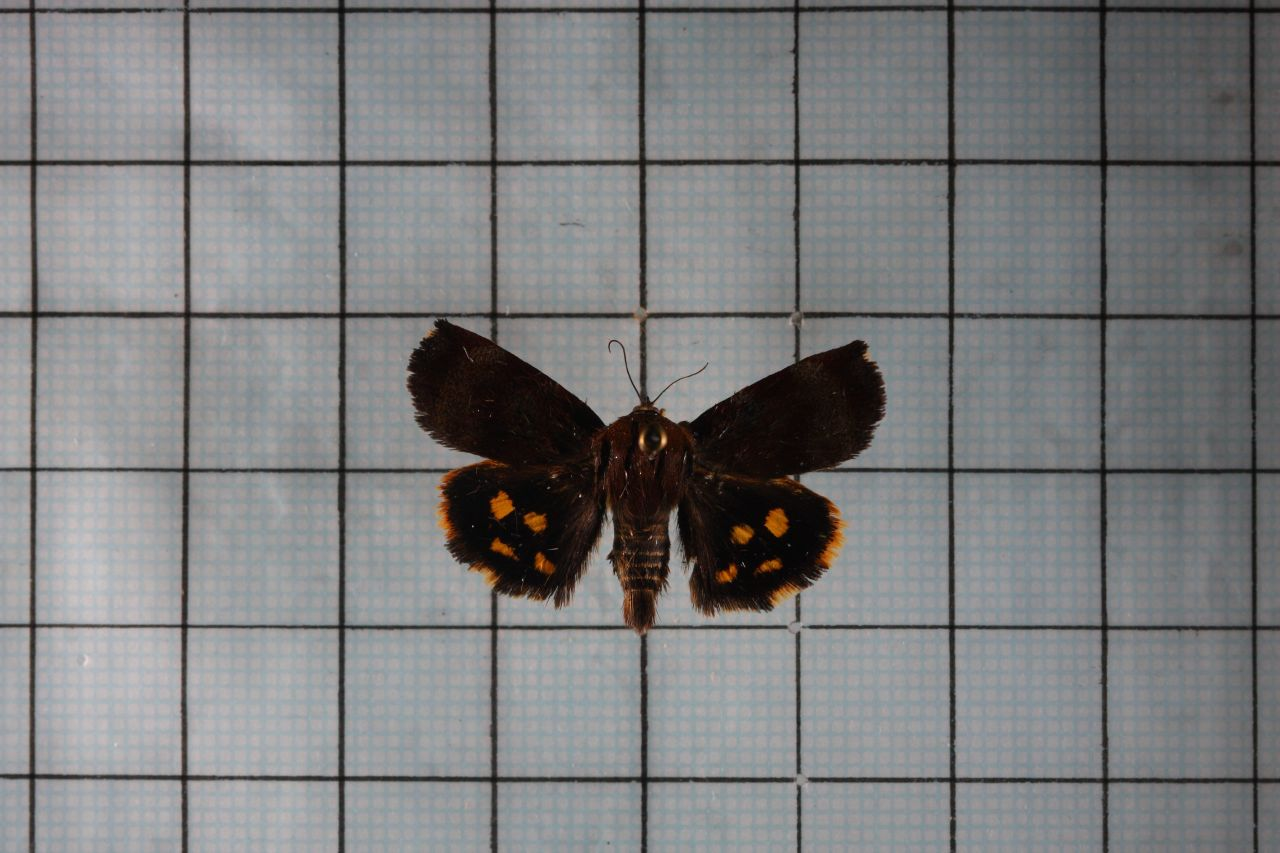
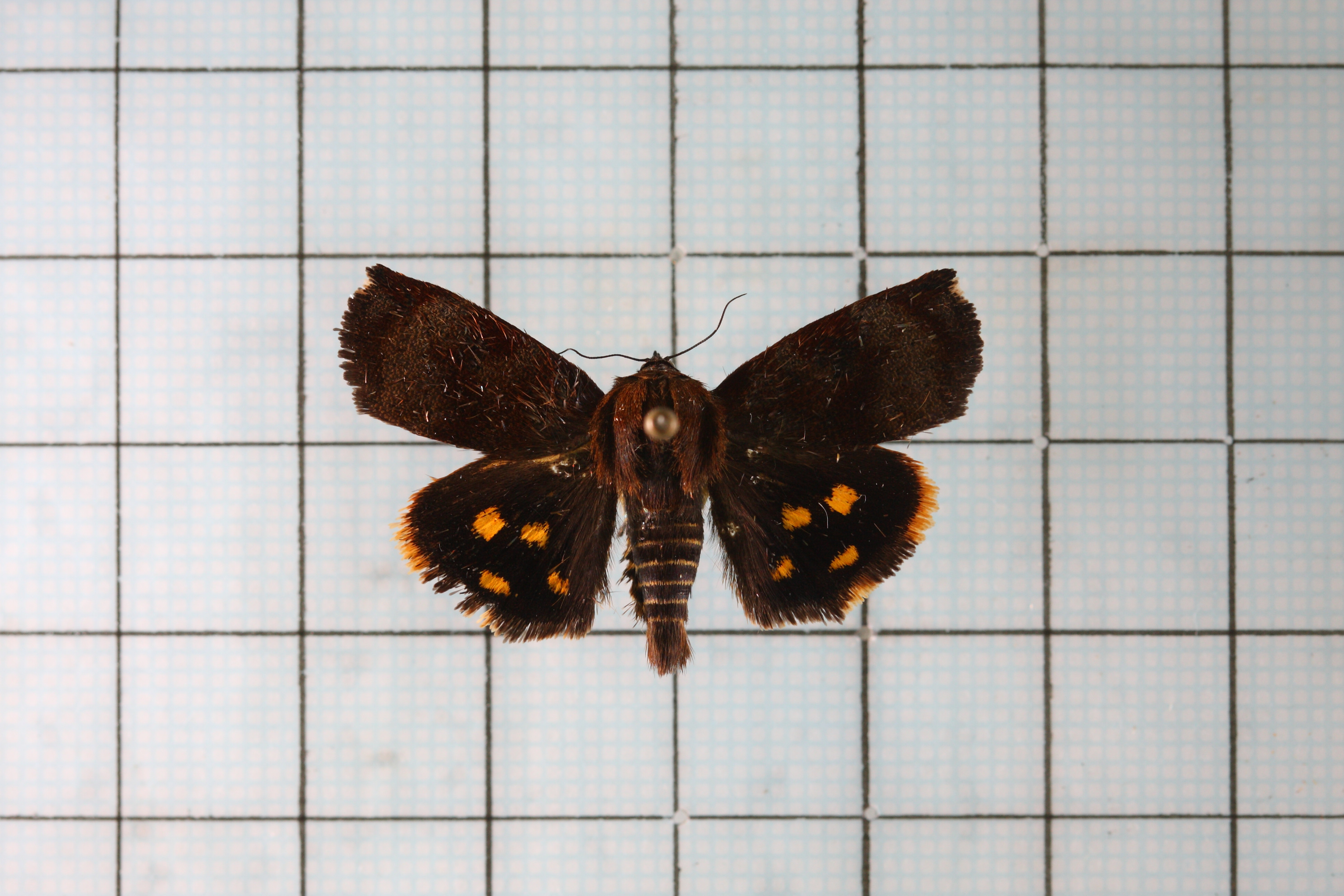
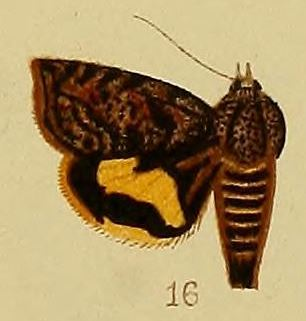
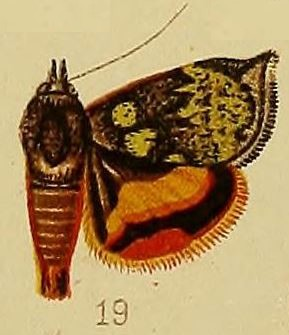